# Deutsches Institut für Ärztliche Mission
Das Deutsche Institut für Ärztliche Mission (Difäm) ist eine Organisation für weltweite christliche Gesundheitsarbeit mit Sitz in Tübingen, im Merrit-und-Peter-Renz-Haus, Im Rotbad 46. Das Difäm ist als eingetragener Verein organisiert. Die Organisation begleitet und unterstützt seine Partnerorganisationen bei der Verbesserung der Gesundheitssituation vor Ort, besonders für benachteiligte Menschen vernachlässigten Regionen, und fördert eine nach eigenen Angaben gerechte, nachhaltige und hochwertige Gesundheitsversorgung.
Der Verein stärkt kirchliche Gesundheitsdienste durch den Aufbau und die Ausstattung von Gesundheitseinrichtungen mit lebenswichtigen Medikamenten und medizinischen Geräten, die Verbesserung der Medikamentenversorgung und die Aus- und Weiterbildung von Fachpersonal im Gesundheitsbereich. Prävention und Behandlung von Infektionskrankheiten sowie nicht übertragbarer, chronischer und vernachlässigter Krankheiten sowie die Förderung der Gesundheit von Mutter und Kind sind Schwerpunkte der Arbeit. Beim Aufbau einer Basisgesundheitsversorgung steht die aktive Beteiligung der lokalen Bevölkerung im Fokus.
Das Difäm berät und begleitet Projektpartner in Deutschland und in Ländern des globalen Südens bei strategischen Planungen und bei der Konzeption, Durchführung und Evaluation von Gesundheitsprojekten.
Der Verein ist Träger der Tropenklinik Paul-Lechler-Krankenhaus gGmbH sowie des Hospiz Tübingen. Der Verein engagiert sich im Aktionsbündnis gegen AIDS und ist Mitglied im Diakonischen Werk Württemberg sowie bei VENRO.
Die Arbeit des Difäm wird von zwei unselbstständigen Stiftungen kirchlichen Rechts unter der treuhänderischen Verwaltung der Stiftung der Evangelischen Landeskirche in Württemberg unterstützt: Die Difäm-Stiftung für Gesundheit weltweit und die Juliane-von-Koch-Stiftung.

## Arbeitsschwerpunkte und Ziele

### Verbesserung der Gesundheit weltweit

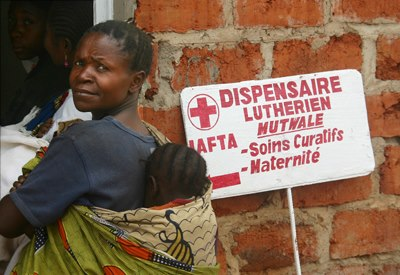
Weltweite Gesundheitsarbeit mit kirchlichen Partnern

Die Difäm-Gesundheitsreferenten beraten, begleiten und unterstützen Projektpartnerorganisationen im In- und Ausland bei der Planung und Durchführung von Gesundheitsprojekten in wirtschaftlich armen Ländern und Regionen. Zu den Partnern gehören kirchliche Werke, Vereine und Partnerorganisationen der Entwicklungszusammenarbeit, wie Brot für die Welt – Evangelisches Werk für Diakonie und Entwicklung und action medeor, Missionswerke sowie die Partner in den jeweiligen Ländern, unter anderem Dachverbände christlicher Gesundheitsarbeit und kirchliche Gesundheitsdienste. In der Demokratischen Republik Kongo unterstützt das Difäm auch den Träger des Friedensnobelpreises Denis Mukwege mit Projekthilfen, Beratung und Weiterbildungen von Medizinstudenten und Fachärzten. Dabei unterstützt der Verein seine Partner sowohl in der medizinischen Arbeit in Gesundheitseinrichtungen als auch in der gemeindegetragenen Gesundheitsarbeit.
Das Ziel des Difäm ist eine Welt, in der alle Menschen Zugang zu bestmöglicher Gesundheitsversorgung haben.

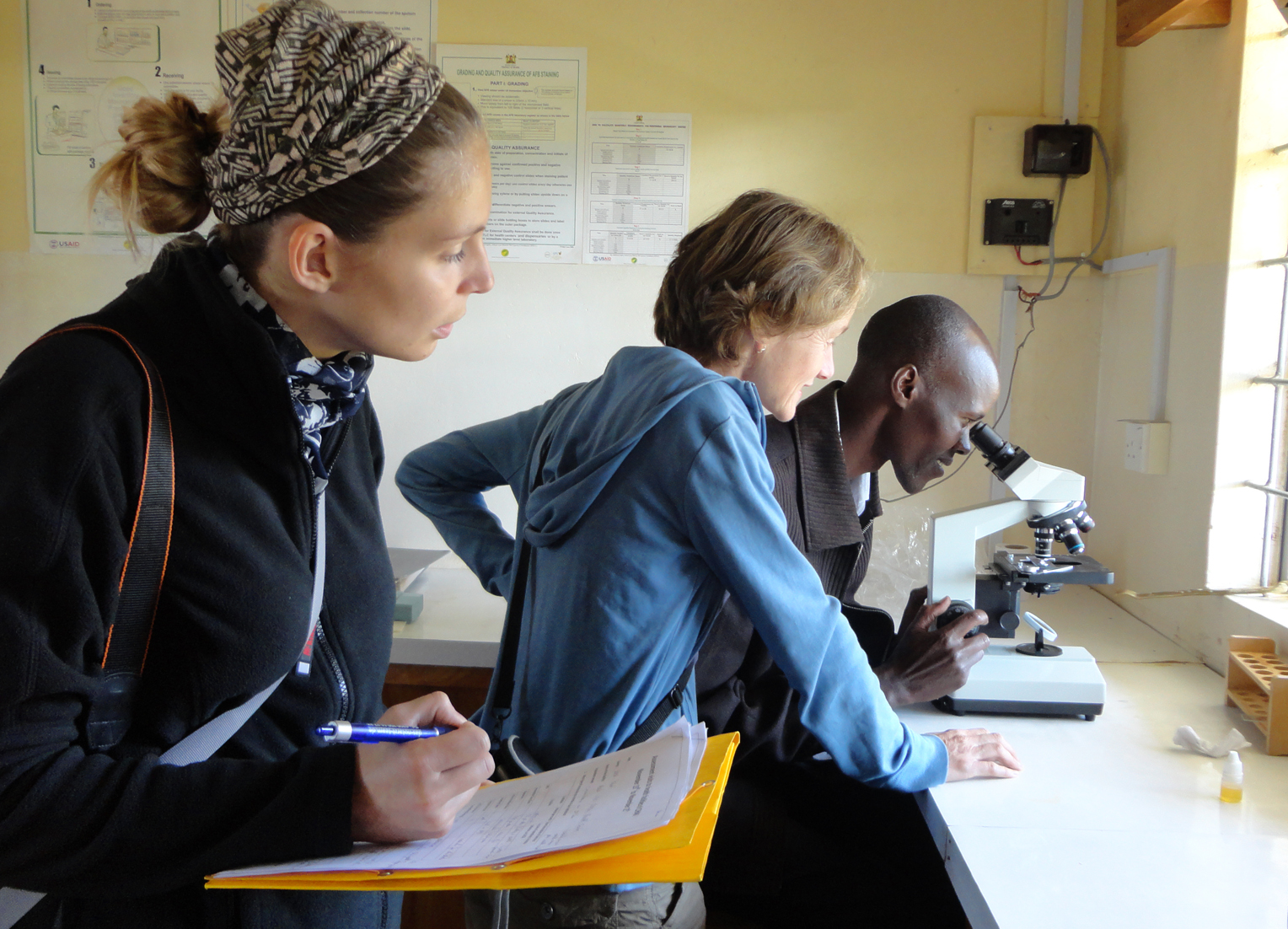
Labortraining in Kenia

Dabei liegen die Schwerpunkte der Arbeit auf
- Verbesserung der Basisgesundheitsversorgung
- Stärkung und dem Aufbau lokaler Gesundheitssysteme
- Aufbau und Ausstattung von Gesundheitseinrichtungen
- Verbesserung der Medikamentenversorgung
- Aus- und Weiterbildung von Fachpersonal im Gesundheitsbereich
- Bekämpfung von Infektionskrankheiten sowie nicht-übertragbarer, chronischer und vernachlässigter Krankheiten
- Förderung der Gesundheit von Mutter und Kind.

Dabei ist die aktive Beteiligung der Gemeinden wesentlicher Kern der Arbeit. Schwerpunktländer sind die Demokratische Republik Kongo, Liberia, Guinea und Sierra Leone, Malawi, der Tschad, Kenia und Indien.
In tropenmedizinischen Seminaren bildet das Difäm medizinische Fachkräfte von Missionswerken, German Doctors oder Ärzte ohne Grenzen in Tropenmedizin und Public Health aus und bereitet sie auf ihren Auslandseinsatz vor.
Seit dem Jahr 2015 engagiert sich der Verein in der Flüchtlingsarbeit und unterstützt die medizinische Versorgung in den Landeserstaufnahmestellen und Notunterkünften im baden-württembergischen Raum.

### Fachstelle für Pharmazeutische Entwicklungszusammenarbeit

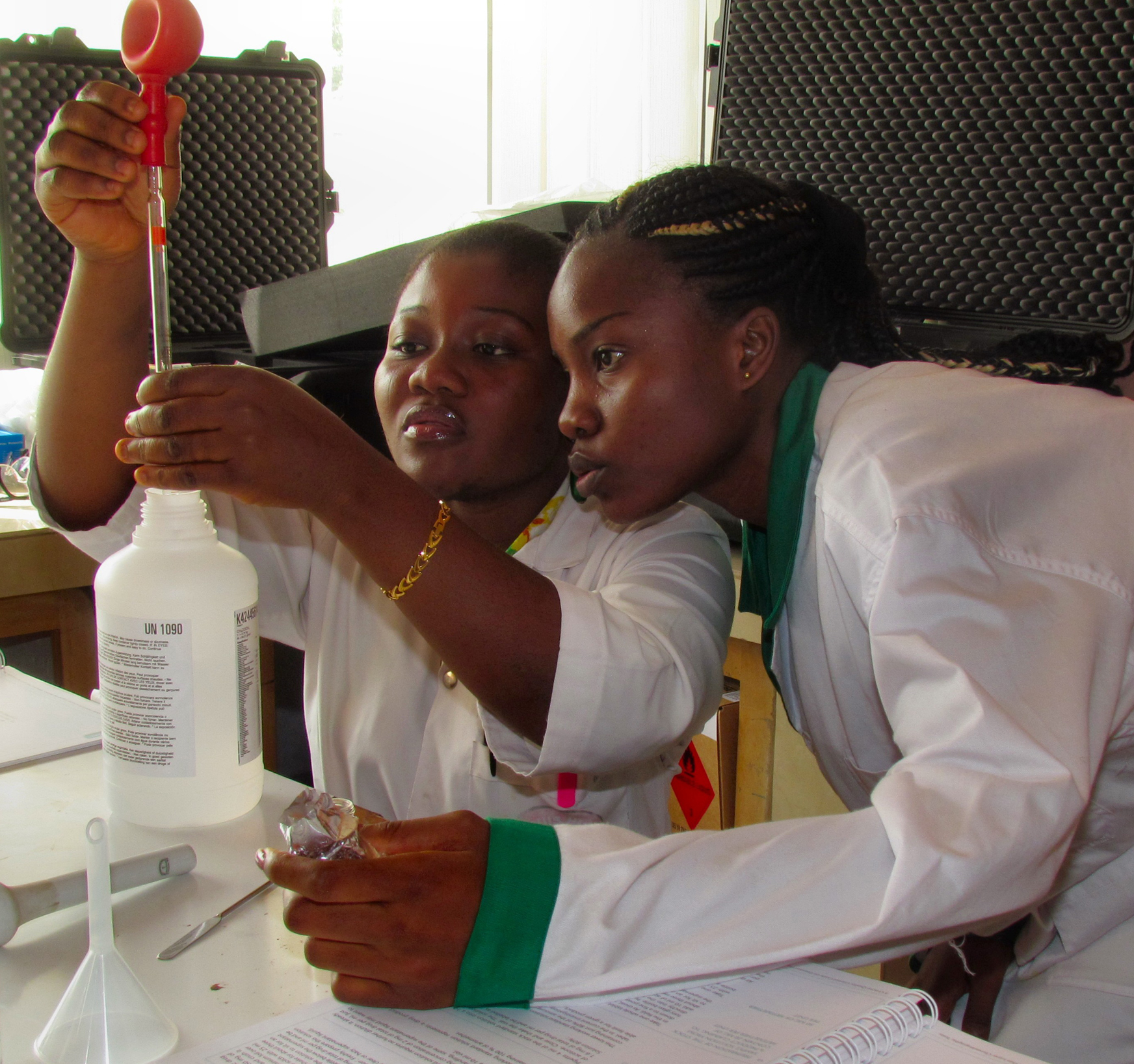
Qualitätskontrolle von Medikamenten

Die Difäm-Fachstelle für pharmazeutische Projektarbeit (ehemals bekannt als Arzneimittelhilfe oder die Weltapotheke) setzt sich für eine umfassende Arzneimittelversorgung und die Stärkung pharmazeutischer Strukturen und Qualitätskontrollen vor Ort ein.
Für die Versorgung mit Medikamenten sind Kenntnisse darüber notwendig, wie Arzneimittel richtig dosiert, fachgerecht gelagert und auf Qualität hin überprüft werden. Daher unterstützt die Fachstelle die Aus- und Fortbildung einheimischer Fachkräfte für die Arbeit in Apotheken und Krankenhäusern. Zudem berät sie sowohl lokale Projektpartner als auch Werke der Entwicklungszusammenarbeit beim Aufbau pharmazeutischer Versorgungsstrukturen.
Um eine sichere und nachhaltige Versorgung mit Medikamenten zu ermöglichen, fördert die Arzneimittelhilfe außerdem den Aufbau kirchlicher Zentralapotheken in afrikanischen Ländern. Um Lieferengpässe zu überbrücken, unterstützt die AMH als Zentrale Beschaffungsstelle gemäß § 47 des deutschen Arzneimittelgesetzes die Bereitstellung von Medikamenten und medizinischen Gütern. In bestimmten Fällen unterstützt sie auch die lokale Herstellung von Arzneimitteln.
In vielen afrikanischen Ländern sind Arzneimittel von minderer Qualität im Umlauf. Und es befinden sich gefälschte Medikamente im Handel, in denen keinerlei Wirkstoffe enthalten sind. Sie können nur durch Laborprüfungen von geschulten Fachkräften identifiziert werden. Dazu werden die Partner vor Ort bei der Qualitätssicherung ihrer Medikamente durch mobile Kompaktlabore, so genannte Minilabs, und Analysen in zertifizierten Laboren unterstützt, wie bei MEDS (Mission for Essential Drugs and Supplies) in Kenia. Hierfür stattet die AMH ihre Partner mit den Minilabs aus und schult sie in deren Handhabung.
Zudem stellt die Difäm-Fachstelle Haus- und Reiseapotheken für ausreisende Fachkräfte der Entwicklungszusammenarbeit bereit.

### Vorbereitung von Ausreisenden
Das Difäm bereitet medizinisches Personal und Fachkräfte der Entwicklungszusammenarbeit in Seminaren auf Einsätze im Ausland vor. Die Seminare vermitteln Wissen über Basisgesundheitsversorgung, Tropenmedizin, Labordiagnostik, HIV und AIDS sowie über Planung, Monitoring und Evaluation von Projekten nach internationalen Standards. Auch Kenntnisse darüber, wie die eigene Gesundheit oder die der Familie während eines Auslandsaufenthalts erhalten werden kann, werden an Ausreisende in den Kursen weitergegeben.

### Theologische Grundsatzarbeit
Der Ökumenische Rat der Kirchen betont: Die „christliche Kirche [hat] eine besondere Aufgabe auf dem Gebiet des Heilens. Das christliche Handeln ist primär der Gemeinde als ganzer aufgetragen.“
Gemeinsam mit kirchlichen Partnern werden theologische Themen der Gesundheitsarbeit – lokal und weltweit – formuliert, reflektiert und vermittelt.
Dabei beziehen sich Gesundheit und Gesundheitsarbeit auf das Individuum und die Gemeinschaft.
So hat der Verein in Zusammenarbeit mit dem Lehrstuhl für Praktische Theologie der Universität Tübingen das Projekt 'Kirchengemeinden und Depression' initiiert. Dieses zeigt beispielhaft auf, dass Kirchengemeinden auch in Deutschland Aufgaben und Möglichkeiten im Gesundheitsbereich haben.

### Information und Aufklärung
Zentraler Bestandteil der Öffentlichkeitsarbeit ist die Aufklärung der Bevölkerung über die Situation und Missstände in den Projektländern und deren Hintergründe, über die Ursachen von Armut, Hunger, Krankheit und Gewalt sowie die Einwerbung von Spenden. Mit der Kampagne „Die Handy-Aktion“ will der Verein mit den Landeskirchen und zivilgesellschaftlichen Organisationen aus Baden-Württemberg auf die Abbaubedingungen von Rohstoffen und die Missstände in der Demokratischen Republik Kongo aufmerksam machen und auf die globalen Zusammenhänge am Beispiel der Handy-Herstellung hinweisen.
Privatleute, Gruppen und Kirchengemeinden sowie StuDifäm, eine aktive Hochschulgruppe an der Universität Tübingen, unterstützen das Difäm.

## Geschichte

### Gründung

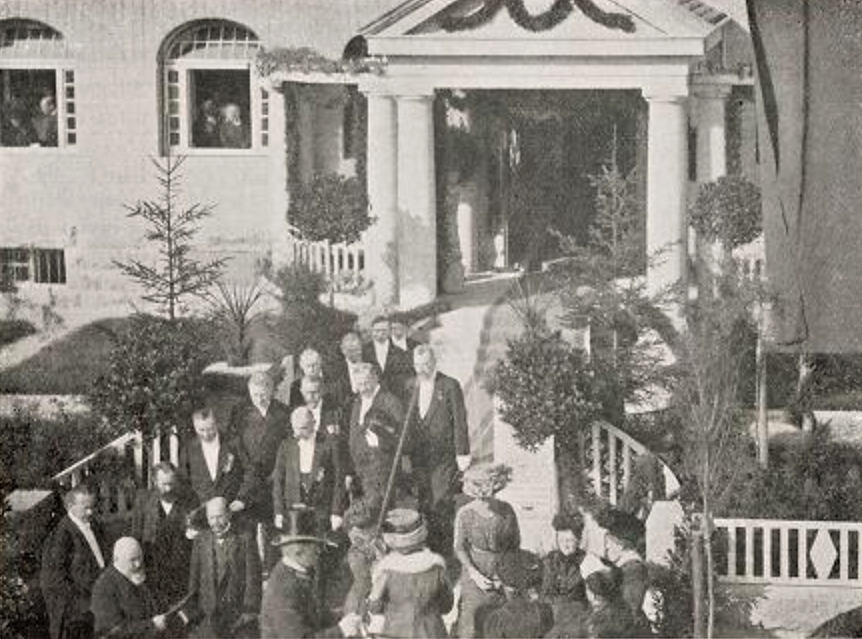
Einweihung des Deutschen Instituts für Ärztliche Mission am 20. Oktober 1909. Ankunft des Königspaares.

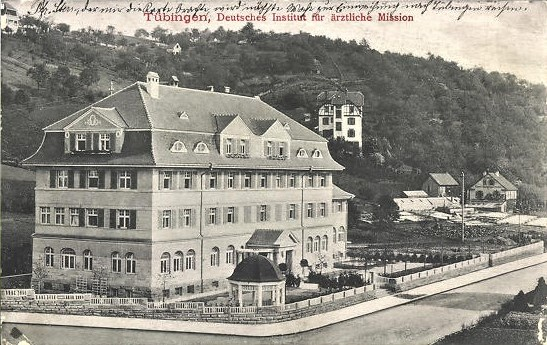
Das für das Deutsche Institut für Ärztliche Mission erbautes Gebäude in der Nauklerstraße, 1909

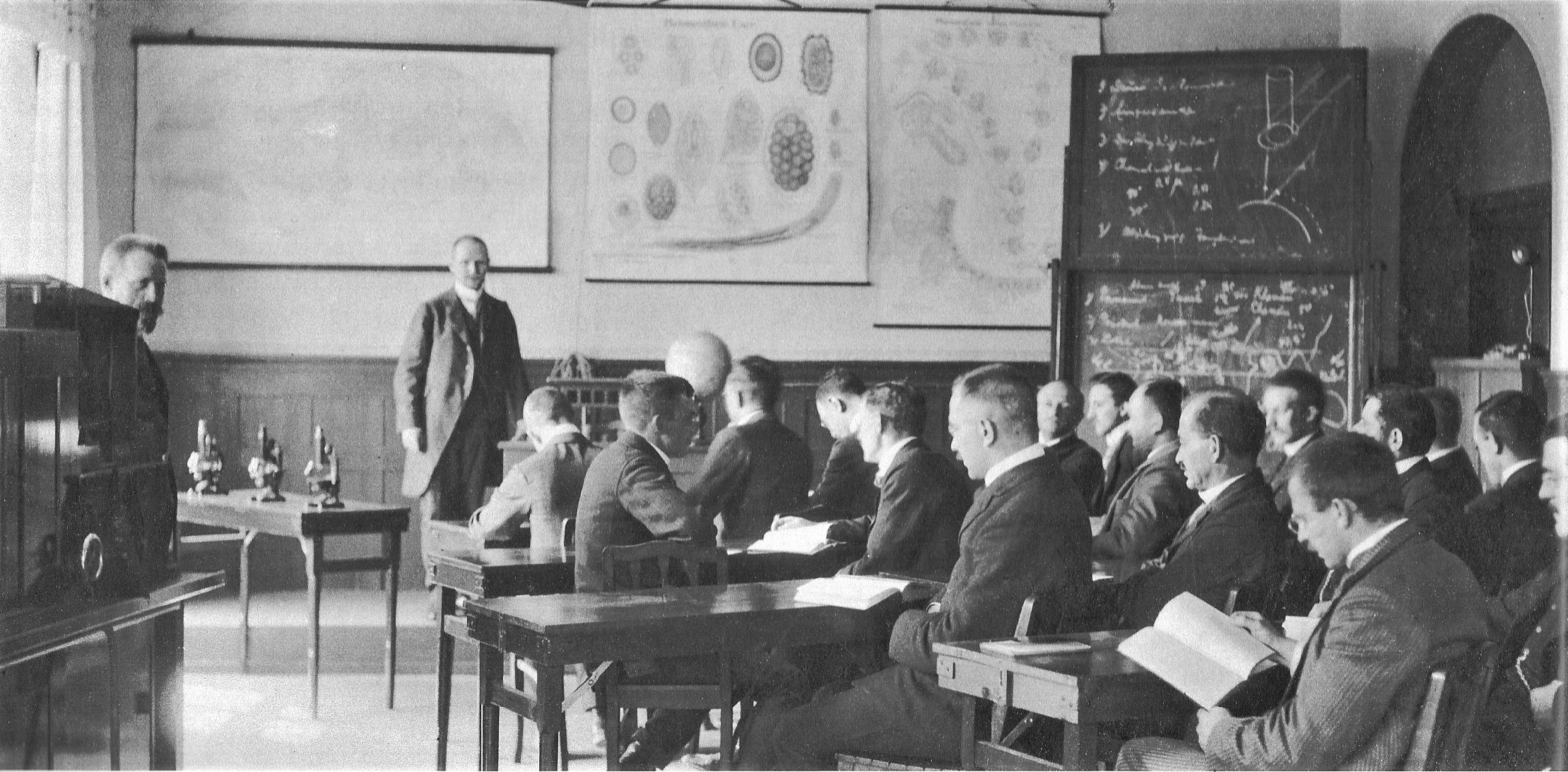
Tropenkurse für Fachpersonal bei Difäm, um 1916

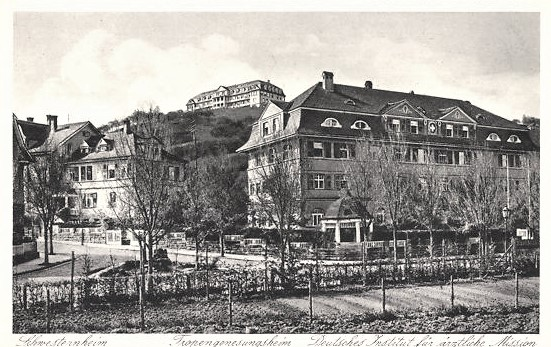
Tropengenesungsheim (auf der Höhe), DIfÄM-Gebäude in der Nauklerstraße (rechts) und Schwesternheim in der Mohlstraße (links), um 1930

Vorläuferorganisation war der Verein für Ärztliche Mission, den der Unternehmer Paul Lechler im Jahr 1898 in Stuttgart als Hilfsverein für die Basler Mission gründete. Auslöser waren die Schilderungen des Missionsarztes der Basler Mission, Georg-Eugen Liebendörfer, der vom Elend und der Krankheitsnot in Indien sowie den Möglichkeiten, die Ärzte in der Mission hätten, erzählte. Als überzeugter Christ engagierte sich Paul Lechler in verschiedenen sozialen Bereichen, entsprechend seinem Motto: „Unser Christentum darf nicht bloß Weltanschauung sein, sondern es muss sich durch die Tat bewähren“. So wurde durch Lechlers Engagement im Jahr 1906 nach englischem Vorbild das Deutsche Institut für Ärztliche Mission mit dem Ziel ins Leben gerufen, ausreisende Ärzte und Pflegekräfte sowie Theologen der Missionsgesellschaften auf ihren Auslandsaufenthalt vorzubereiten und in Tropenmedizin auszubilden bzw. ihnen medizinisches Basiswissen zu vermitteln. Im Aufruf zur Gründung des Instituts (1906) wird die Arbeit als „Predigt der Tat“ resp. als „praktische Erweisung der christlichen Liebe“ verstanden.

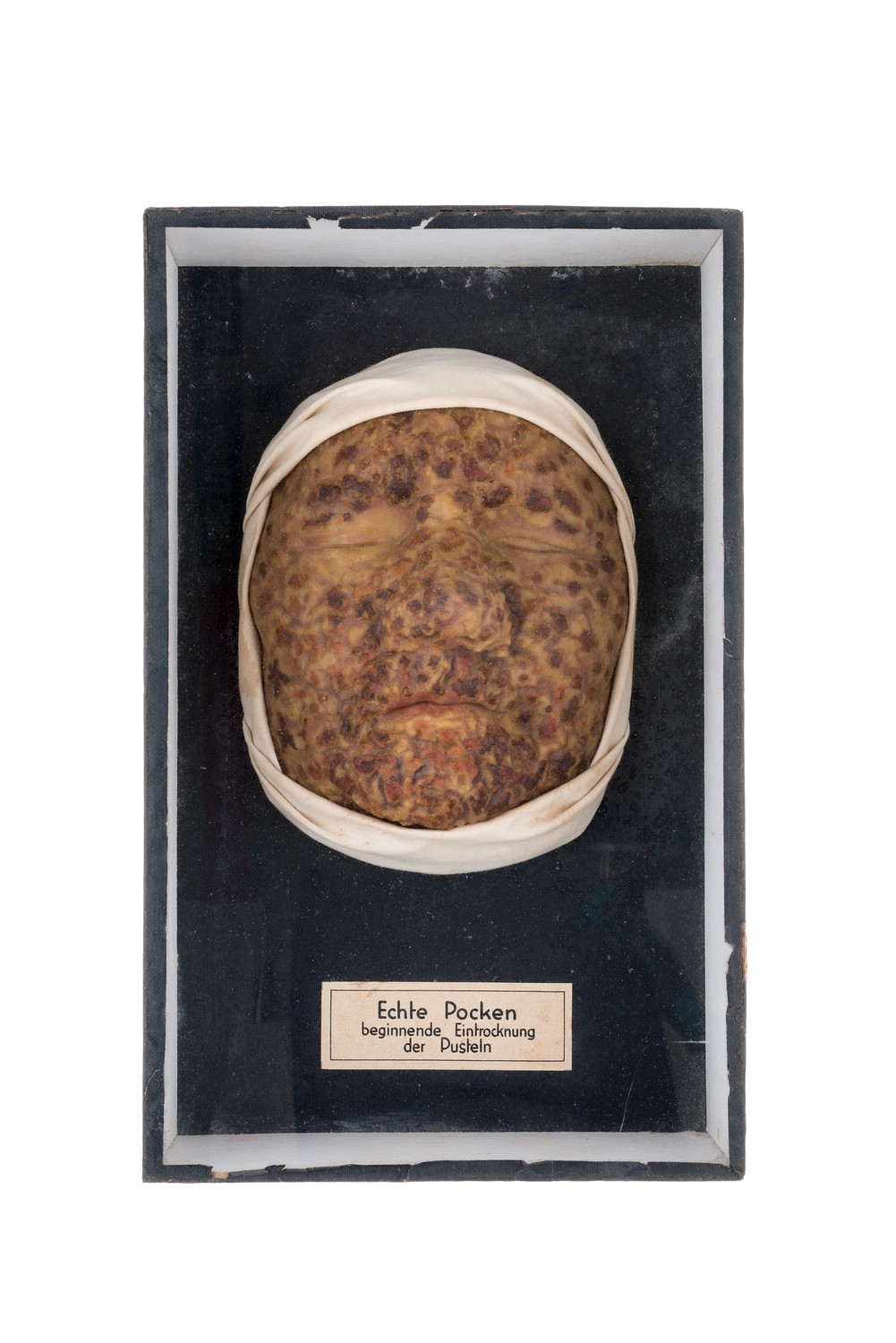
Moulage des Difäm, Echte Pocken (Variola vera bzw. Variola major), beginnende Eintrocknung der Pusteln, Moulagensammlung des Museums der Universität Tübingen MUT

Am 20. Oktober 1909 wurde das Institutsgebäude des Difäm in der Nauklerstraße in Tübingen in Anwesenheit des Königs Wilhelm II von Württemberg eingeweiht. Ein Jahr später bezogen die ersten Medizinstudenten das Institut, um sich zu Missionsärzten ausbilden zu lassen. Im gleichen Jahr wurden in Kooperation mit der Eberhard Karls Universität Tübingen Hebammen geschult. Im Jahr 1916 wurde ein Tropengenesungsheim, die heutige Tropenklinik Paul-Lechler Krankenhaus eingeweiht. Heimkehrende Missionare, Missionsärzte und deren Familien sollten sich hier erholen und behandeln lassen können.
Im Jahr 1921 war das Institut Vorbild für die Gründung des Missionsärztlichen Instituts in Würzburg.
Schon seit der Gründung des Difäm wurde mit Finanzierung durch Paul Lechler unter dem ersten Institutsdirektor Gottlieb Olpp eine umfangreiche Moulagensammlung angelegt, deren Exponate hauptsächlich der tropenmedizinischen Ausbildung dienten. Heute gehört die Sammlung dem Museum der Universität Tübingen (MUT). Sie umfasst 73 Moulagen und enthält äußerst seltene Abformungen von verschiedenen, mittlerweile nahezu ausgestorbenen, Tropenkrankheiten bzw. deren unterschiedlichen Erkrankungsstadien. Hierzu zählen Abgüsse von Frambösie, Gundu, Cro-Cro, aber auch Pest, Pocken, sowie die Vollmoulage eines mit Lepra befallenen Kopfes. Viele Moulagen wurden von dunkelhäutigen Menschen abgenommen, was eine Rarität darstellt. Im Sommer und Herbst 2016 wurde die Sammlung im Rahmen der Sonderausstellung „Krankheit als Kunst(form): Moulagen der Medizin“ im Museum der Universität Tübingen ausgestellt.

### Kriegs- und Nachkriegsjahre

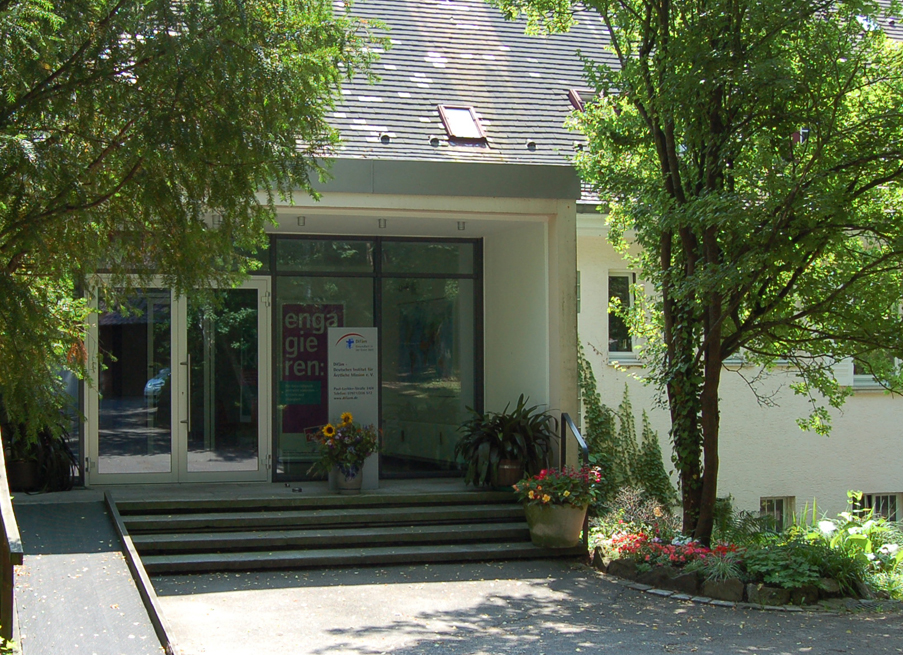
Difäm-Sitz, 2009

Während des Zweiten Weltkriegs diente das Difäm-Gebäude als Hilfskrankenhaus. Im Jahr 1946 nahm das Institut seine reguläre Arbeit wieder auf und bildete erneut Ärzte aus. Es folgte ein Umzug in die Räume des ehemaligen Kinderheims in der Paul-Lechler-Straße auf dem Gelände des Tropenheims. Letzteres entwickelte sich im Laufe der Jahre zu einem Krankenhaus mit den Schwerpunkten Innere Medizin, Tropen- und Reisemedizin und später Akutgeriatrie und ist heute als Tropenklinik Paul-Lechler-Krankenhaus noch weiter auf diesen Gebieten tätig.
Im Jahr 1959 war die Geburtsstunde der Difäm-Arzneimittelhilfe, als der damalige Difäm-Direktor Martin Scheel eine Arzneimittel-Hilfsaktion für kirchliche Gesundheitsstationen in Übersee veranlasste. Die Aktion erweiterte sich um Medikamente aus Arztpraxen und Arznei-Spenden, um die bundesweit geworben wurde. Bereits 1961 unterstützte Brot für die Welt den Einkauf von in südlichen Ländern wichtigen Präparaten und die Diakonie Katastrophenhilfe ließ große Sendungen beispielsweise für die Opfer des Biafra-Krieges über die Difäm-Arzneimittelhilfe bereitstellen. Die Medikamentenhilfe des Difäm erreichte 1969 einen Umfang von 8 Mio. DM (mehr als 4 Mio. Euro). Heute wird der allergrößte Teil der Medikamente vor Ort über kirchliche Zentralapotheken beschafft.

### Neuere Entwicklungen
In den Jahren 1964 und 1967 fanden beim Verein zwei internationale Tagungen zur Frage nach der Aufgabe der Kirchen im Gesundheitsbereich und des Engagements von zivilen und kirchlichen Gemeinden zur Förderung von Gesundheit statt. Impulse aus diesen Tagungen wurden aufgenommen, als Ende der 1970er Jahre die Weltgesundheitsorganisation auch in Zusammenarbeit mit der Gesundheitskommission des Ökumenischen Rates der Kirchen die Idee von Primäre Gesundheitsversorgung in Alma Ata (1978) proklamierte. Das Difäm wiederum griff diese Prinzipien auf: Die Förderung und Durchführung von Entwicklungsprojekten zur 'Basisgesundheit' sowie die Fachberatung im Gesundheitsbereich setzten unter der Leitung von Rainward Bastian neue Schwerpunkte.

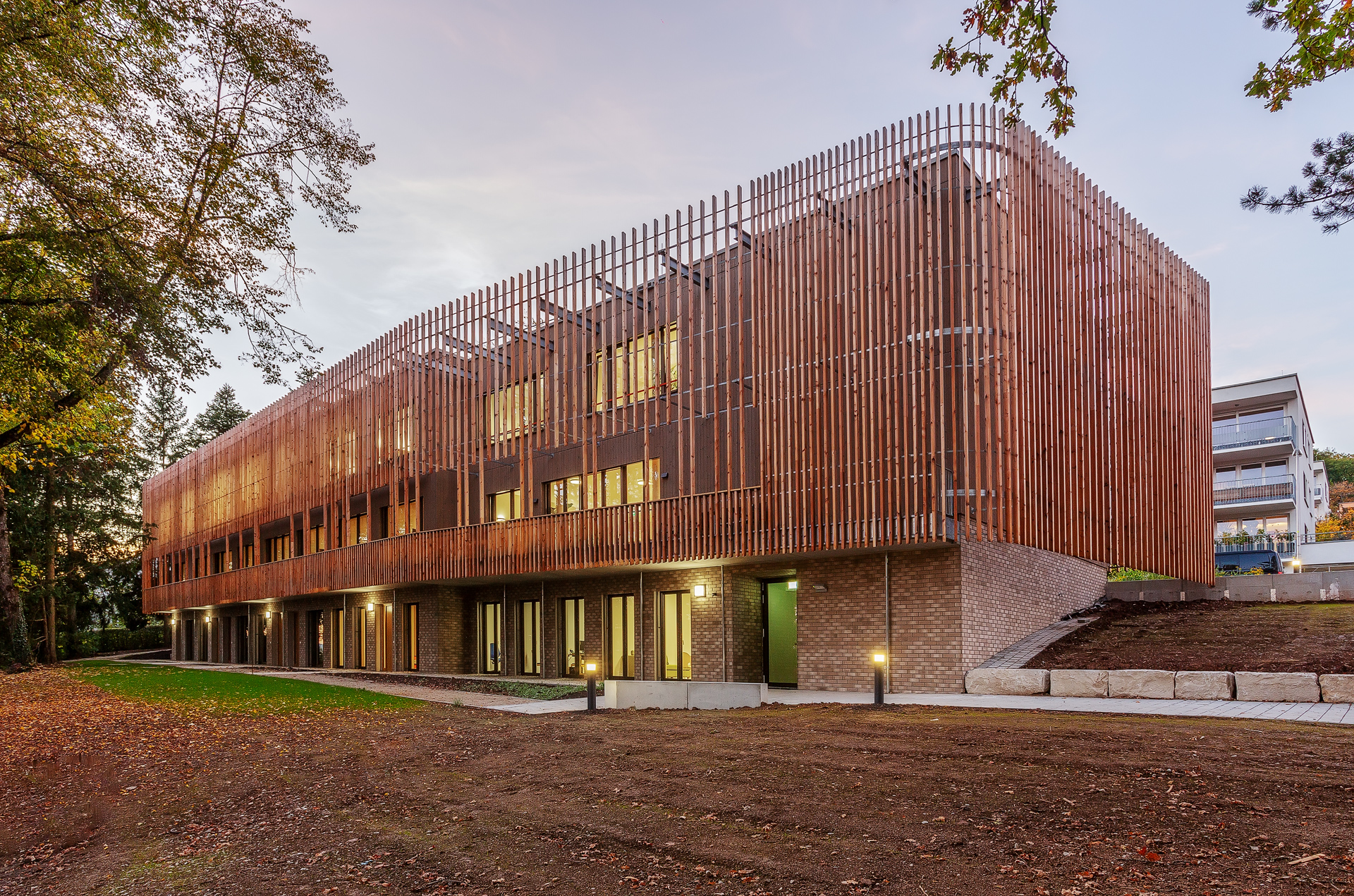
Merrit-und-Peter-Renz Haus, Sitz des Difäm und des Hospiz Tübingen, 2022

In den 1990er Jahren rückte die HIV- und AIDS-Problematik in den Vordergrund. Der Verein reagierte mit Sensibilisierung und Aufklärung, stellte den Gesundheitsstationen in Übersee HIV-Tests und Einwegspritzen bereit und ermunterte Partnerkrankenhäuser, sich für Menschen mit HIV und AIDS einzusetzen, vor allem in Heimversorgungsprogrammen (Home Based Care). Seit es die Möglichkeit zur HIV-Therapie gibt (1996), setzte sich das Difäm in wirtschaftlich armen Ländern für den Zugang zu diesen Medikamenten ein. Im Jahr 2002 initiierte der Verein das Aktionsbündnis gegen AIDS. Das Aktionsbündnis ist ein Zusammenschluss von über rund 100 Nichtregierungsorganisationen und etwa 300 Basisgruppen, die sich für den universellen Zugang zu Prävention, Versorgung und Therapie von HIV und AIDS einsetzen.
2014 wurde das Gebäude des ehemaligen Tropenkinderheims aufgegeben und das Difäm bezog sein Interimsquartier in einem Bürogebäude in der Mohlstraße 26. 2021 konnte es in seinen neuerbauten Sitz im Merrit-und-Peter-Renz Haus Im Rotbad umziehen.
Nach 17 Jahren verabschiedete sich Gisela Schneider als Direktorin des Difäm in den Ruhestand. Nachfolgerin von Januar bis Mai 2025 war Edda Weimann. Im Mai 2025 gab der Difäm-Verwaltungsrat die Trennung des Vereins von seiner Direktorin bekannt. Der Verein wird seitdem vom kaufmännischen Vorstand Wolfgang Stäbler kommissarisch geleitet.  

## Finanzierung
Der Verein finanziert sich aus privaten Spenden, Kollekten und Nachlässen sowie Zuweisungen kirchlicher Werke und verschiedener Stiftungen sowie Landeskirchen.

## Mitgliedschaften
Der Verein ist Mitglied von
- Aktionsbündnis gegen AIDS
- Apotheker ohne Grenzen
- Arbeitskreis Medizinische Entwicklungshilfe (AKME)
- Dachverband Entwicklungspolitik Baden-Württemberg (DEAB)
- Deutsche Lepra- und Tuberkulosehilfe (DAHW)
- Diakonisches Werk Württemberg
- ECPAT Deutschland e. V. (Arbeitsgemeinschaft zum Schutz der Kinder gegen sexuelle Ausbeutung)
- Ecumenical Advocacy Alliance (EAA)
- Ecumenical Pharmaceutical Network (EPN)
- Evangelisches Missionswerk Deutschland (EMW)
- Erlassjahr.de e. V. – Entwicklung braucht Entschuldung
- Health Action International
- Vereinigung entwicklungspolitischer Nichtregierungsorganisationen (VENRO)

Außerdem ist es Gründungsmitglied von TransFair und dem Institut für Auslandsbeziehungen.

## Publikationen
Der Verein informiert regelmäßig über seine Arbeit in den Projekten in folgenden Publikationen:
- Zeitschrift 'Gesundheit in der Einen Welt'
- Jahresbericht
- E-Mail-Newsletter
- Projektbroschüre